# Roberto Castón
Roberto Castón Alonso, nacido en La Coruña en 1973, es un director de cine español. 
Tras estudiar Filología hispánica en la Universidad de Santiago de Compostela, consiguió una plaza de profesor de lengua española en Lisboa. 
Posteriormente estudió cine en Centre d'estudis cinematogràfics de Catalunya (CECC) de Barcelona e impulsó la creación en 2004 del festival de cine de temática LGBT Zinegoak en Bilbao, de que ha sido director desde entonces. Tras dirigir algunos cortometrajes que se exhibieron en festivales de cine gay-lésbico, en 2009 grabó su primer largometraje (a fecha de hoy sin distribución en España) Ander, donde se narra una historia de amor entre dos hombres en el mundo rural vasco, la primera de su género rodada en vasco.

## Filmografía

### Largometrajes
- Ander (2009)

### Cortometrajes
- Me siento culpable (2011)[2]
- Maricón (2005)
- La pasión según un ateo (2004)
- En el nombre de Dios (2001)
- Dame tus ojos (2000)